# Idas (Daktyle)
Idas (altgriechisch Ἴδας Ídas) ist in der griechischen Mythologie einer der idäischen Daktylen.
Nach Pausanias vertraut Rhea den neugeborenen Zeus den aus dem kretischen Idagebirge stammenden Daktylen an, damit sie ihn vor seinem Vater Kronos beschützen. Er identifiziert die Daktylen dabei mit den Kureten. Die idäischen Daktylen hatten Altäre in Olympia, wobei der Altar des Idas auch der Altar des Akesidas genannt wurde.